# Holzen
Holzen er en kommune i den østlige del af Landkreis Holzminden i den tyske delstat Niedersachsen, med 619 indbyggere (2012), og er en del af amtet Eschershausen-Stadtoldendorf.